# HVK Mornar
HVK „Mornar” hrvatski je veslački klub iz Splita osnovan 1949. godine. Član je Veslačkoga saveza Dalmacije i Hrvatskoga veslačkoga saveza.

## Povijest

### Osnivanje i početni koraci kluba (1949. – 1951.)
Hrvatski veslački klub „Mornar” osnovan je 1949. godine u Splitu. U početku, veslačka sekcija Domu JRM nije imala vlastiti plovni park osim jednog starog osmerca i četverca, koji su dopremljeni iz Pule, te bez stručnog kadra, čamaca, prostorija i veslača. Prvih dana nakon osnivanja čamci su bili smješteni u hangaru kluba HVK Gusar u Spinutu, gdje su se, u prvo vrijeme, odvijali veslački treninzi. Prvi veslači potekli su iz poznatih dalmatinskih klubova: Zdeslav Brajković, Klement Mile Alujević, Petar Ozretić, Rudolf Rozenberg i Davor Jurak, kao i Dane Krnčević, Šime Bujas i Jakov Labura. Kormilari su bili Zdenko Bego i Alberto Krecać, dok je dužnost trenera preuzeo Ivo Fabris. U prvoj godini postojanja, klub je počeo sudjelovati na regatama, osvojivši prvo mjesto na državnom prvenstvu na Bledu i međunarodnoj regati u Italiji.

### Prekretnica i samostalnost (1951. – 1953.)
Godine 1951., na inicijativu JRM, formiran je odbor za osnivanje samostalnog veslačkog kluba unutar Sportskog društva JRM „Mornar”, a 22. veljače iste godine održana je osnivačka skupština kluba. Tada je izabran Upravni odbor i doneseni su temelji za daljnji razvoj kluba. Upravni odbor kluba činili su: Josip Vrtačnik kao predsjednik te članovi: Aco Milanović, Petar Šoć, Dušan Vesić, Stojan Ćalić, Nikola Krzelj, Ivan Filipić, Đuro Dimitrijević, Damir Benković, Božo Marinković, Klement Alujević, Krešimir Faist, Mira Dešković i Mileta Miletić. Klub je tada počeo koristiti resurse koje je osiguravala Jugoslavenska ratna mornarica, što je omogućilo bolje uvjete za treninge i veće ambicije za natjecateljske uspjehe. U tom periodu, veslački klub je započeo organizaciju ozbiljnijih treninga i natjecanja, a nabavljen je plovni park. Prostorije su se premjestile na Bačvice, a 1952. godine kupljeno je zemljište u Poljudu na kojem su izgrađeni novi objekti za klupske potrebe. Klub je brzo stekao reputaciju u veslačkom svijetu, a najpoznatiji uspjeh bio je osvojen prvi put prva mjesta na državnim prvenstvima i međunarodnim regatama.
Od 1952. godine, seniorski osmerci Veslačkog kluba „Mornar” stekli su izuzetnu reputaciju na nacionalnoj i međunarodnoj sceni. Tijekom dugog niza godina, osmerci kluba su čak 14 puta osvojili naslov prvaka Socijalističke Federativne Republike Jugoslavije, potvrđujući svoju dominaciju u veslačkom sportu. Ovi uspjesi na domaćim natjecanjima nadopunjeni su nastupima na međunarodnim regatama, gdje su članovi kluba predstavljali jugoslavensko veslanje s iznimnim rezultatima. VK „Mornar” redovito je sudjelovao na najprestižnijim međunarodnim natjecanjima, uključujući dvije Olimpijade (1952. i 1956. godine), dva svjetska prvenstva i devet europskih prvenstava, gdje su uspješno konkurirali s najboljim svjetskim veslačima. Jedan od najvećih uspjeha kluba dogodio se 1954. godine na Europskom prvenstvu u Amsterdamu, kada je osmerac Veslačkog kluba „Mornar” osvojio brončanu medalju što je bio jedan od najvećih poslijeratnih uspjeha jugoslavenskog veslanja. Na pontonu ispod pobjedničkog jarbola, s brončanim medaljama oko vrata, stajali su veslači: Mihajlo Obradović, Božidar Makjanić, Veljko Kukolj, Josip Biliškov, Živko Kraljić, Filip Kozulić, Ante Marinović, Ivo Siriščević i kormilar Zdenko Bego.

### Razvoj kluba i prvi međunarodni uspjesi (1953. – 1956.)
Početkom 1950-ih, VK „Mornar” postaje jedan od najpoznatijih i najboljih veslačkih klubova u Jugoslaviji. Klub se natjecao na svim važnijim regatama u zemlji i inozemstvu, uključujući regate u Italiji, Austriji, Njemačkoj i na Bledu. Posebno se isticao osmerac, koji je stekao status najjačeg u Jugoslaviji i na međunarodnoj sceni. Prvenstva FNRJ, Tromeč FNRJ – Austrija – SR Njemačka i regate u Essenu samo su neka od natjecanja na kojima su osvojenim titulama klub stekao ogromnu popularnost.
Godine 1953. klub je postigao povijesni uspjeh kada je Perica Vlašić, član VK „Mornar”, postao prvak Europe Prvenstvu Europe 1953. godine u disciplini samac, a 1954. godine nastupio je na prestižnoj regati u Henleyu 1954. godine  (Diamond Challenge Sculls). Uspon kluba u tom razdoblju bio je praćen uspjesima i u ženskom veslanju. Ženska posada kluba osvajala je titule na Prvenstvu Hrvatske i na Prvenstvu FNRJ, a sudjelovale su na Europskom prvenstvu 1956. godine.

### Uspon kluba u Jugoslaviji i Europi (1957. – 1960.)
Tijekom 1950-ih i početkom 1960-ih, VK „Mornar” postao je vodeći veslački klub u Jugoslaviji i jedan od najjačih u Europi. Klub je stekao reputaciju iznimnih rezultata, posebice u osmercu.[nedostaje izvor] Osim toga, članovi kluba osvajali su brojne medalje na europskim i svjetskim prvenstvima.
Jedan od ključnih trenutaka u ovom periodu bio je 1966. godina, kada je VK „Mornar” dobio Nagradu grada Splita za izuzetan doprinos razvoju sporta u gradu. Ova nagrada bila je potvrda uspjeha kluba, koji je postao vodeći na svim razinama jugoslavenskog veslanja. Tada su ostvareni zapaženi rezultati, a klub je i dalje bio prepoznat kao jedan od najjačih u Europi. 

### Izazovi 1970-ih i daljnji razvoj (1970. – 1980.)
Početak 1970-ih godina donio je VK „Mornar” nove izazove, prvenstveno zbog smanjenja financijske potpore iz Ministarstva narodne obrane (SSNO). S obzirom na smanjenje resursa, broj veslača i sportski rezultati kluba počeli su opadati, a mnogi talentirani veslači su napustili klub. Ipak, klub je uspio očuvati stabilnost, iako su 1970-ih godina rezultati bili nešto skromniji nego u prethodnim desetljećima.[nedostaje izvor]
Međutim, klub je i dalje ulagao u omladinsku školu veslanja. Nove generacije mladih veslača stasavale su pod stručnim vodstvom i počele osvajati medalje na nacionalnim prvenstvima.[nedostaje izvor]

### Novi horizonti i budućnost kluba (1980. – 1990.)
Unatoč početnim teškoćama, VK „Mornar” nastavio je svoju tradiciju uspjeha u drugoj polovici 20. stoljeća. Klub je ponovo osvajao medalje na nacionalnim i međunarodnim prvenstvima. Treneri poput Ive Fabrisa, Klementa-Mile Alujevića, i Luke Marasovića, koji su radili u klubu tijekom ovog vremena, odigrali su ključnu ulogu u održavanju kluba na visokom sportskom nivou. Kroz sve izazove, klub je održao svoju poziciju jednog od najjačih veslačkih kolektiva u Hrvatskoj i Jugoslaviji.[nedostaje izvor]
Klub je ostvario izuzetne rezultate na domaćoj i međunarodnoj sceni, a najveći uspjesi postignuti su u seniorskoj i juniorskoj konkurenciji, kao i na europskim, svjetskim i olimpijskim natjecanjima.

## Uspjesi

### Seniorska postignuća
Seniorski veslači VK „Mornar” osvojili su ukupno 43 zlatne medalje na prvenstvima SFRJ. Ove medalje raspoređene su u različite discipline, uključujući: četverac s kormilarom (2 puta), dvojac bez kormilara (2 puta), samac (7 puta), dvojac s kormilarom (6 puta), četverac bez kormilara (4 puta), dvojac na pariće (8 puta) i osmerac (14 puta).

### Juniorski uspjesi
Od 1951. do kraja 1966. godine, veslači VK „Mornar” ostvarili su značajne uspjehe i u juniorskoj konkurenciji, koja je tada bila propisana pravilima. Ukupno je osvojeno 27 medalja za prva mjesta u juniorskim disciplinama: četverac s kormilarom (2 puta), dvojac na pariće (1 put), dvojac bez kormilara (3 puta), samac (3 puta), dvojac s kormilarom (5 puta), četverac bez kormilara (3 puta) i osmerac (10 puta).

### Europska prvenstva
Veslači VK „Mornar” nastupali su na europskim prvenstvima, a ukupno je 96 veslača nastupilo u 23 čamca, osiguravajući plasman u 12 finalnih utrka. Ove utrke uključivale su osmerac (3 puta), četverac s kormilarom (3 puta), četverac bez kormilara (1 put), dvojac na pariće (2 puta) i samac (3 puta).

### Olimpijske igre
Veslači „Mornara” nastupili su na pet Olimpijskih igara, s ukupno 21 veslačem u 7 čamaca. Najveći uspjeh postignut je na Olimpijskim igrama u Tokiju 1964. godine, kada je kombinirani osmerac iz „Mornara” osvojio četvrto mjesto, što je do tada bio njihov najbolji rezultat na Olimpijadi.

### Svjetska prvenstva
VK „Mornar” je bio prisutan i na svjetskim prvenstvima. Prvi nastup na svjetskom prvenstvu imali su 1962. godine u Luzernu (Svjetsko veslačko prvenstvo Lucerne 1962.), kada su nastupali u osmercu. Ovaj osmerac, kojeg su činili Vrdoljak, Štagljar, Martić, Gabelić, Sušić, Janjušević, Mlinar, Barut i kormilar Balaš, dobio je priznanje Jugoslavenskog olimpijskog odbora. Na Svjetskom prvenstvu 1966. godine na Bledu, kombinirani četverac s kormilarom, u kojem su nastupili Ivo Juginović, Boris Ercegović i kormilar Ljubo Curović, osvojio je brončanu medalju, što je jedan od najvećih uspjeha u povijesti kluba na svjetskoj sceni.
| Boris Ercegović, Predrag Savić, Ivo Juginović, Frane Kazija, kor. Ljubo Čurović | 6:31.74 |

## Treneri
Za uspjehe kluba zaslužni su i mnogi treneri, među kojima su Ivo Fabris i Mili Alujević. Nikola Stipaničev, koji je odrastao u VK „Mornar” i postao ključni dio kluba, odigrao je značajnu ulogu u radu s omladincima šezdesetih godina. Ipak, najzaslužniji za uspon kluba smatra se trener Luka Marasović, koji je kroz svoje vođenje kluba podigao VK „Mornar” do vrha jugoslavenskog i svjetskog veslanja.

### Popis
Izvor:
- Ivo Fabris
- Mile Alujević
- Luka Marasović
- Zdeslav Brajković
- Zdenko Bego
- Jere Vrcan
- Tonći Jakaša
- Drago Glavinović
- Ivo Ivanišević
- Nikola Stipaničev
- Tomislav Bilić
- Vjekoslav Srdelić
- Stjepan Mlinar
- Nikša Mardešić
- Milorad Skalić
- Vinko Guina
- Boris Buljanović
- Niko Grbelja
- Dušan Jurić
- Mladen Marinović
- Jerko Bilać
- Željko Validžić
- Igor Čulin
- Joško Matković
- Mario Negotić
- Goran Rakocija
- Tonći Radišić
- Josip Berecka
- Nediljko Kuić
- Ivan Fistanić
- Luka Vrgoč
- Denis Smajilović

## Predsjednici
Izvor:
- Josip Vrtačnik (1951. – 1954.)
- Rade Stjelja (1954. – 1960.)
- Vlado Bubić (1960. – 1968.)
- Stevo Manojlović (1968. – 1972.)
- Zlatko Galić (1972. – 1980.)
- Stjepan Bernardić (? – ?)
- Željko Jelić (1987. – ?)
- Aco Čučuković (? – ?)
- Mladen Bujas (1993. – ?)
- Boris Anzulović (? – ?)
- Marko Pešić (2021. – danas)